# Hermann Michel
Hermann Michel (ur. 1906 w Heegermühle, miejsce i data śmierci nieznane) – niemiecki pielęgniarz, SS-Oberscharführer, uczestnik akcji T4, członek personelu obozów zagłady w Sobiborze i Treblince.

## Życiorys
Urodził się we wsi Heegermühle w Brandenburgii (ob. część Eberswalde). W okresie III Rzeszy uczestniczył w programie eksterminacji osób chorych psychicznie i niepełnosprawnych umysłowo, prowadzonym pod kryptonimem akcja T4. Był zatrudniony w „ośrodkach eutanazji” w Grafeneck i Hartheim. W tym drugim pełnił funkcję szefa pielęgniarzy.
Podobnie jak wielu innych uczestników akcji T4 otrzymał przydział do personelu akcji „Reinhardt”. Przyznano mu także stopień SS-Oberscharführera. W kwietniu 1942 roku rozpoczął służbę w nowo utworzonym obozie zagłady w Sobiborze. Niedługo później wziął udział w jednej z eksperymentalnych prób gazowania ludzi. Był przyjacielem pierwszego komendanta Sobiboru, Franza Stangla. Niektóre źródła podają, że był jego zastępcą.
W Sobiborze pełnił służbę w tzw. obozie II, a jego zadaniem było uśpić czujność Żydów prowadzonych do komór gazowych oraz zapewnić ich posłuszeństwo. Ubrany w biały kitel, który upodabniał go do lekarza, witał nowo przybyłe ofiary na terenie ogrodzonego placu-rozbieralni. Uprzejmym tonem wygłaszał przemówienie, zapewniając, że Sobibór jest jedynie obozem przejściowym, a Żydzi po niezbędnej kąpieli otrzymają z powrotem swoje ubrania i bagaże, po czym będą mogli kontynuować podróż na Wschód w celu podjęcia tam „produktywnej pracy”. Świadkowie wspominali, że potrafił być do tego stopnia przekonujący, że Żydzi nagradzali jego wystąpienie spontanicznym aplauzem, a nawet tańczyli i śpiewali z radości. W dalszej kolejności polecał ofiarom rozebrać się do naga oraz instruował jak powinny ułożyć ubranie i gdzie należy oddać pieniądze lub kosztowności. Mosze Bahir, jeden z ocalonych z Sobiboru, wspominał, że Michel „swoich służących traktował przyzwoicie, ofiary zaś w sposób bardzo brutalny”. Miał także zgromadzić w swej kwaterze znaczną liczbę zegarków, pierścionków i innych kosztowności zrabowanych zamordowanym Żydom. Więźniowie nadali mu przydomek „kaznodzieja”.
W listopadzie 1942 roku został przeniesiony do obozu zagłady w Treblince. Pod koniec wojny zaginął bez śladu. Jego przyjaciel Stangl twierdził, że Michel uciekł do Egiptu.